# Leonard Duhl
Leonard J. Duhl (Nova Iorque, 24 de maio de 1926 – 29 de dezembro de 2019) foi um psiquiatra estadunidense. Foi professor emérito da Faculdade de Saúde Pública e Psiquiatria e diretor executivo da Fundação Internacional de Cidades Saudáveis na Universidade da Califórnia em Berkeley.
Foi pioneiro no conceito de cidades e de comunidades saudáveis na década de 1970 (Healthy Cities).
Em 2003 recebeu a concessão de Abraham Horwitz que reconhece indivíduos cujas realizações na saúde pública resultaram em melhorias aos povos das Américas.